# Rhipidia (Rhipidia) chiloeana
Rhipidia (Rhipidia) chiloeana is een tweevleugelige uit de familie steltmuggen (Limoniidae). De soort komt voor in het Neotropisch gebied.